# 高丸 (神戸市)
高丸（たかまる）は、兵庫県神戸市垂水区の町名。郵便番号は655-0016。

## 地理
垂水区南部の西垂水地区（旧西垂水村）に位置する。東は瑞ケ丘、北は千鳥が丘、南は旭が丘、西は上高丸に接する。

## 交通

### バス
- 山陽バス
- 神戸市バス

## 施設

### 教育機関
- 神戸市立たるみ幼稚園
- 幼保連携型認定こども園 夢の森